# Vulkanism
Vulkanism är processer och fenomen som hör samman med utsläpp av smält sten, pyroklastiska fragment eller hett vatten och ånga, inklusive vulkaner, gejsrar och fumaroler.